# Azjatycki Puchar Zdobywców Pucharów w piłce nożnej
Azjatycki Puchar Zdobywców Pucharów – cykliczne rozgrywki piłkarskie, organizowane przez Azjatycką Federację Piłkarską. Odpowiednik europejskiego Pucharu Zdobywców Pucharów.
W rozgrywkach Pucharu Zdobywców Pucharów brały udział drużyny które w swoich krajach zdobyły puchar kraju. PZP rozgrywany pod patronatem AFC organizowany był w latach 1991–2002. Gdy rozwiązano Puchar Zdobywców Pucharów, zwycięzcy pucharu danego kraju zaczęli startować w rozgrywkach Pucharu AFC.

## Zwycięzcy 1991-2002
| Rok  | Zdobywca           | Finalista               |
| ---- | ------------------ | ----------------------- |
| 1991 | Persepolis FC      | Muharraq Club           |
| 1992 | Nissan FC          | An-Nassr                |
| 1993 | Nissan FC          | Persepolis FC           |
| 1994 | Al-Qadisiya        | South China AA          |
| 1995 | Yokohama Flügels   | Al-Szaab                |
| 1996 | Bellmare Hiratsuka | Al-Talaba               |
| 1997 | Al-Hilal           | Nagoya Grampus Eight    |
| 1998 | An-Nassr           | Suwon Samsung Bluewings |
| 1999 | Ittihad FC         | Chunnam Dragons         |
| 2000 | Shimizu S-Pulse    | Al-Zawraa               |
| 2001 | Al-Shabab          | Dalian Shide            |
| 2002 | Al-Hilal           | Jeonbuk Hyundai Motors  |

### Państwa zwycięzców
Arabia Saudyjska – 6 razy

Japonia – 5 razy

Iran – 1 raz

### Państwa finalistów
Korea Południowa – 3 razy

Irak – 2 razy

Arabia Saudyjska – 1 raz

Bahrajn – 1 raz

Chiny – 1 raz

Hongkong – 1 raz

Iran – 1 raz

Japonia – 1 raz

ZEA – 1 raz